# Junta tórica

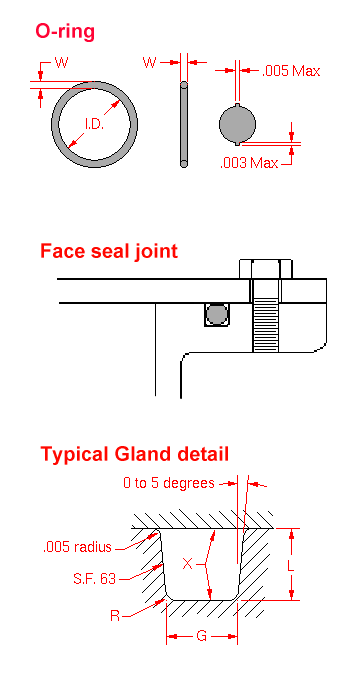
Las juntas pueden estar confeccionadas con diversos componentes naturales como goma o caucho y también sintéticos. El uso de uno u otro material lo determina en fabricante del equipo donde va instalado.

Se denomina junta tórica u O-Ring a una junta de forma toroidal, habitualmente de goma, cuya función es la de asegurar la estanqueidad de fluidos, por ejemplo en cilindros hidráulicos y cilindros neumáticos, como también en equipamiento de submarinismo acuático. Por lo general, se encuentra en equipos para impedir el intercambio de líquidos o gases en las uniones entre piezas desmontables.
La primera patente de esta junta, es del 12 de mayo de 1896 (128 años) como patente sueca. J. O. Lundberg, el inventor del O-ring, recibió la patente. La patente en EE. UU. se hace en 1937 por el maquinista de 72 años danés, Niels Christensen.
Las juntas tóricas se colocan en ranuras diseñadas para tal efecto en los elementos de cierre, comúnmente ejes y tapas.
Existen diversas juntas tóricas para diversas aplicaciones, como por ejemplo según el material del que está constituida. En ese caso, se observa principalmente la presión y temperatura de trabajo a la cual será sometida.
El Transbordador espacial Challenger de la NASA se desintegró a los 73 s de su lanzamiento debido al uso de una junta tórica que dejó de dar estanqueidad al SRB por el uso de fluoroelastómeros (FKM) inconvenientes a temperaturas extremadamente frías antes del despegue, perdiendo de ese modo su elasticidad, y por ende, su capacidad de recuperar su forma tras el movimiento previsto de la junta tras la salida de los gases de escape y por su sobrecompresión en el montaje.

## Mantenimiento de las juntas tóricas
Las juntas tóricas necesitan un mantenimiento adecuado. Algunas recomendaciones para su uso son las siguientes:
- Evitar que les dé el sol, porque pierden flexibilidad y se vuelven duras.
- En el mantenimiento preventivo es aconsejable recubrir las juntas de una pequeña capa de silicona que le proporcionará una mayor resistencia al envejecimiento.
- Cuando se monte una junta, asegurarse de que esté perfectamente instalada y no sea pellizcada en ningún punto.
- Cuando se sospeche que una junta está en mal estado, sustituirla por una nueva. Normalmente el equipo que protege la junta es mucho más caro que la propia junta.